# Lydia Kindermann
Lydia Kindermann (Łódź, Polònia, 21 de setembre de 1892 - Viena, 4 de desembre de 1953) va ser una mezzosoprano polonesa, que va haver de fugir primer a Praga i després a Buenos Aires davant el règim nazi.

## Trajectòria
Va pertànyer al ventall de l'Òpera de Berlín, Stuttgart i Praga que amb l'ascensió del nazisme, es va radicar definitivament en l'Argentina el 1939 desenvolupant una notable carrera en el Teatro Colón de Buenos Aires.
Fins al 1948 va pertànyer al ventall estable i va destacar en papers protagonistes i secundaris com a fonamental figura de suport per a l'èxit de les representacions.
Va cantar diverses temporades al Gran Teatre del Liceu de Barcelona.